# 聖菲鎮區 (伊利諾伊州克林頓縣)
聖菲鎮區（英語：Santa Fe Township）是位於美國伊利諾伊州克林頓縣的一個行政鎮區。

## 地方資料
根據2010年美國人口普查的數據，聖菲鎮區的面積為66.40平方千米，當中陸地面積為66.00平方千米，而水域面積為0.40平方千米。當地共有人口1148人，而人口密度為每平方千米17.29人。